# Clubiona kasurensis
Clubiona kasurensis là một loài nhện trong họ Clubionidae.
Loài này thuộc chi Clubiona. Clubiona kasurensis được miêu tả năm 2005 bởi Mukhtar & Mushtaq.